# Генерал-мајор
Генерал-мајор је у Војсци Србије други генералски чин. У армијама многих земаља представља други генералски чин с обзиром да у њиховој војној хијерархији постоји и чин бригадног генерала.
Чин генерал-мајора први пут је установљен у Француској у XVIII веку. У српској војсци и Војсци Краљевине Југославије није постојао али је коришћен одговарајући чин дивизијског генерала. Током Народноослободилачког рата у НОВ и ПОЈ уведен је 1. маја 1943. године као први генералски чин и као такав постојао је и у Југословенској народној армији, Војсци Југославије и Војсци Србије и Црне Горе.
У ратној морнарици чин генерал-мајора одговара чину контра-адмирала. 

## Изглед еполете
Изглед еполете генерал-мајора Војске Србије задржан је из периода ЈНА, ВЈ и ВСЦГ и благо модификован. У том периоду означавао је генералски чин генерал-потпуковника. Еполета је оивичена украсном испреплетаном златном опшивком, док се у еполети налазе два златна свежња пшеничног класја на којима се налазе два златна укрштена војна мача који означавају КоВ и златни орао раширених крила који означава РВиПВО изнад њих су две златне розете. 
У ранијем периоду постојања ЈНА до 1992. године уместо две розете биле су две златне петокраке звезде које су симболизовале социјализам као и у већини армија социјалистичких држава. Након 1992. године у Војсци Југославије/Војсци Србије и Црне Горе задржан је постојећи изглед са две златне петокраке звезде зато што је СР Југославија/Србија и Црна Гора била држава-континуитета СФР Југославије. Формирањем Војске Србије од 2006. године две златне розете замењују постојеће две златне петокраке звезде.

## Галерија
- Ознака за рукав
генерал-мајора
КоВ ЈА
(1943—1947)
- Еполета
генерал-мајора
КоВ ЈА
(1947—1951)
- Еполета
генерал-мајора
КоВ ЈНА,
ВЈ и Војске СЦГ
(1951—2006)
- Еполета
генерал-мајора
РВ и ПВО ЈНА,
ВЈ и Војске СЦГ
(1951—2006)
- Еполета
генерал-мајора
КоВ Војске Србије
(2006)
- Еполета
генерал-мајора
РВ и ПВО Војске Србије
(2006)

- Еполета генерал-мајора Народне милиције ФНРЈ од 1946. до 1953. године

| Друге државе |
| --- |
| - Еполета генерал-мајора Оружаних снага Совјетског Савеза - Еполета генерал-мајора Оружаних снага Руске Федерације - Еполета генерал-мајора Оружаних снага Украјине |